# Glauk
Glauk (grč. Γλαυκίας) je bio ilirski kralj iz plemena Taulanti, jednog od najvećih ilirskih plemena. Vladao je Ilirijom od 335. do 302. godine pr. Kr. Kasander, nasljednik Aleksandra Velikog je porazio Glauka u bitci iz 314. godine pr. Kr. Nakon poraza, grčke kolonije Dyrrachium (današnji Drač u Albaniji) i Apolonija koje su Iliri ranije osvojili, vraćene su Makedoncima, a Glauk je primoran na sporazum kojim je obećao mir Makedoncima i njihovim saveznicima.
Glauk se spominje u kronikama antičkih povjesničara u vezi s Pirom, kraljem Epira. Naime 317. godine pr. Kr. Pirov otac Eakid je uklonjen s položaja, a obitelj i Pir (tada beba) su našli utočište kod kralja Glauka. Kasander je nudio 200 talenata za Pira, ali je Glauk to odbio. Kasnije je pomogao Piru da se vrati na prijestolje 306. godine pr. Kr.

## Vanjske poveznice
- O Glauku